# 1999年12月逝世人物列表
1999年逝世人物列表：1月 - 2月 - 3月 - 4月 - 5月 - 6月 - 7月 - 8月 - 9月 - 10月 - 11月 - 12月
1999年12月逝世人物列表，是用于汇总1999年12月期间逝世人物的列表。

## 依日期排序

### 1日
- 吉恩·貝克，74歲，美國棒球運動員。[1]
- Ctirad Benáček，75歲，捷克籃球運動員。
- 斯蒂芬·布魯克斯，57歲，美國演員
- 弗里茨·費舍爾，91歲，德國歷史學家。[2]
- 波普·蓋茨，82歲，美國籃球運動員。[3]
- Santidev Ghosh，89歲，印度作家、歌手、演員和舞蹈家。
- 路易吉·格拉內利，70歲，義大利政治家。
- 瑪麗蓮·哈裡斯，75歲，美國童星，死於癌症。
- 雅科·賈拉斯，79歲，芬蘭植物學家。[4]
- 湯瑪斯·巴勃羅，78歲，智利政治家和建築師。
- 维克托·佩洛，87歲，美國馬克思主義經濟學家。[5]
- Massimo Pupillo，70歲，義大利電影導演。
- 亞歷山大·塔塔連科，74歲，蘇俄畫家和藝術教師。

### 2日
- 喬伊·亞當斯，88歲，美國喜劇演員、沃德維利亞人、電臺主持人和作家。[6]
- 查理·伯德，74歲，美國爵士吉他手，死於肺癌。[7]
- 馬特·科恩（Matt Cohen），56歲，加拿大作家，肺癌。[8]
- 喬治·克裡斯塔里尼（Giorgio Cristallini），78歲，義大利編劇和電影導演。[9]
- 丹尼爾·J·埃拉扎爾，65歲，美國政治學教授。
- 弗拉基米爾·克拉夫佐夫，50歲，蘇聯和俄羅斯手球運動員，奧運冠軍。[10]
- Ethelmary Oakland，90歲，美國童星。
- 邁克·奧克倫特，53歲，英國舞台導演。[11]

### 3日
- 約翰·阿切爾，84歲，美國影視演員，死於肺癌。[12]
- 恩里克·卡迪卡莫，99歲，阿根廷探戈作詞家、詩人和小說家，心力衰竭而死。[13]
- 安妮·法蘭辛，82歲，美國女演員和歌舞表演歌手，死於中風。[14]
- 康拉德·亨特，67歲，巴巴多斯板球運動員，心臟病發作而死。[15]
- 斯卡特曼·約翰，57歲，美國爵士音樂家（“斯卡特曼（Ski-Ba-Bop-Ba-Dop-Bop）”，“斯卡特曼的世界”）和詩人，肺癌。[16]
- 瑪德琳·卡恩，57歲，美國女演員（《年輕的弗蘭肯斯坦》，《熾熱的馬鞍》，《線索》），托尼獎得主（1993年），卵巢癌。[17]
- 鮑裡斯·庫茲涅佐夫，71歲，俄羅斯和蘇聯足球運動員。[18]
- 埃德蒙·萨夫拉，67歲，黎巴嫩巴西銀行家，煙霧吸入性傷害而死。[19]
- 沃爾特·施萊格，70歲，奧地利足球運動員。[20]
- 雅爾·瓦爾斯特倫，81歲，芬蘭救世主義者，救世軍第12任將軍。

### 4日
- Heinrich C. Berann，84歲，奧地利畫家和製圖師。
- 羅斯·伯德，63歲，美國第一位女性大法官，死於乳腺癌。[21]
- 夏洛特·H·布魯納，82歲，美國學者。
- 西爾維斯特·克拉克，44歲，西印度板球運動員，心臟病發作而死。[22]
- 斯洛博丹·迪米特裡耶維奇，58歲，塞爾維亞電視和電影演員。[23]
- 伯特·霍夫邁斯特（Bert Hoffmeister），92歲，加拿大陸軍軍官、商人和環保主義者。
- 尼爾德·伊奧蒂（Nilde Iotti），79歲，義大利共產黨政治家，心臟病發作。[24]
- 巴里·馬洪（Barry Mahon），78歲，美國電影導演、攝影師和製片人。[25]
- 大翔鳳昌巳，32歲，日本相撲選手，死於胰腺癌。
- 蘇·派特裡奇，69歲，英國網球運動員。
- 約翰·道格拉斯·普林格爾，87歲，澳大利亞記者。[26]
- Nélida Roca，70歲，阿根廷演藝界天后和性感象徵，心臟病發作而死。
- 愛德華·維薩拉，54歲，芬蘭前衛爵士鼓手，死於充血性心力衰竭。[27]
- Alick Walker，74歲，英國古生物學家。

### 5日
- 克勞德·巴羅特-萊納（Claude Ballot-Léna），63歲，法國賽車手，癌症。[28]
- 埃德文·比烏科維奇（Edvin Biuković），30歲，克羅埃西亞漫畫家，腦瘤。
- 約瑟夫·安多弗·伊萬，90歲，美國植物學家、博物學家、植物學和自然史歷史學家。[29]
- Lajos Faluvégi，75歲，匈牙利政治家。
- 內森·雅各森（Nathan Jacobson），89歲，波蘭裔美國數學家。[30]
- Bobby Marchan，69歲，美國R&B創作歌手，肝癌。[31]
- 愛德華多·馬蒂諾（Edoardo Martino），89歲，義大利政治家。
- Bohumil Musil，77歲，捷克足球運動員和經理。[32]
- 佐藤勝，71歲，日本電影作曲家[33]
- 肯德爾·泰勒，94歲，英國鋼琴家。[34]

### 6日
- 保羅·培根，92歲，法國政治家。[35]
- 亞歷山大·巴倫，82歲，英國作家和編劇。
- 格溫·鐘斯，92歲，威爾士小說家和故事作家。
- 瑪莎·夏普，94歲，美國一神論者。
- 羅伯特·A·斯旺森，美國風險投資家，死於腦癌。[36]
- 斯坦·華萊士，68歲，美國橄欖球運動員（芝加哥熊隊）。[37]

### 7日
- 肯尼·貝克，78歲，英國爵士音樂家。[38]
- Darling Légitimus，92歲，法國女演員。[39]
- Alfons Moog，84歲，德國足球運動員。
- 威廉·威利，68歲，南非板球運動員。[40]

### 8日
- 恩斯特·岡特（Ernst Günther），66歲，瑞典演員兼導演，糖尿病患者。
- 魯珀特·哈特-大衛斯（Rupert Hart-Davis），92歲，英國出版商。[41]
- 沃利·赫伯特，92歲，美國棒球運動員。[42]
- František Ipser，72歲，捷克足球經理和球員。
- 彼得·庫茨卡，76歲，匈牙利作家、詩人和科幻小說編輯。
- 埃弗雷特·卡爾·拉德，62歲，美國政治學家，心力衰竭而死。[43]
- Ange Le Strat，81歲，法國自行車賽車手。[44]
- Pupella Maggio，89歲，義大利電影女演員，腦溢血而死。[45]
- 理查·P·鮑威爾，91歲，美國小說家。[46]
- 安東尼奧·迪亞斯·多斯桑托斯，51歲，巴西足球運動員。[47]
- 內斯托·托涅裡，57歲，阿根廷足球運動員。

### 9日
- 烏多姆·哈蒂尼亞，69歲，老撾共產黨政治家，副總統（1998-1999）。
- Whitey Kurowski，81歲，美國棒球運動員。[48]
- 雅科夫·里爾斯基，71歲，蘇聯佩劍擊劍運動員，奧運冠軍，死於肝硬化。[49]
- 竹村真吉，67歲，日本奧運速度滑冰運動員。[50]
- 塞西爾·H·威廉姆森，90歲，英國編劇、編輯和電影導演。

### 10日
- 查理斯·阿薩萊，88歲，喀麥隆政治家。
- 安東尼奧·布蘭科，87歲，西班牙和美國畫家，死於心臟和腎臟疾病。
- Rick Danko，56歲，加拿大音樂家，樂隊成員，心力衰竭而死。[51]
- Pietro De Vico，88歲，義大利電影演員，死於中風。
- 埃德·多恩（Ed Dorn），70歲，美國詩人，胰腺癌。[52]
- 萊克斯·古德斯密特（Lex Goudsmit），86歲，荷蘭演員，中風。[53]
- 雪麗·亨普希爾（Shirley Hemphill），52歲，美國單口喜劇演員和女演員，腎功能衰竭。
- 讓-克勞德·蜜雪兒（Jean-Claude Michel），74歲，法國演員和配音演員。[54]
- 邁克·蘭德爾，80歲，英國記者和編輯。[55]
- 尼科洛·圖齊，91歲，短篇小說家和小說家。[56]
- Franjo Tuđman，77歲，克羅埃西亞政治家，克羅埃西亞總統（自1990年起），死於癌症。[57]

### 11日
- 查理斯·厄蘭，58歲，美國爵士管風琴家，心力衰竭而死。[58]
- Enrica Follieri，73歲，義大利語言學家和古文字學家。[59]
- 埃德·鐘斯，87歲，美國政治家。
- 傑克·奧德菲爾德，100歲，英國地主和政治家。[60]
- Harry Wüstenhagen，71歲，德國電影演員。
- 漢斯·K·齊格勒，88歲，德裔美國衛星工程師。

### 12日
- 詹姆斯·巴爾福（James Balfour），71歲，加拿大政治家。
- 休莱特·本纳（Huelet Benner），82歲，美國多學科手槍射擊運動員和奧運冠軍。[61]
- 保羅·卡德姆斯（Paul Cadmus），94歲，美國藝術家。[62]
- 戈登·查特（Gordon Chater），77歲，英國澳大利亞喜劇演員和演員。[63]
- 加斯頓·迪爾（Gaston Diehl），87歲，法國藝術史教授和藝術評論家。[64]
- 约瑟夫·海勒（Joseph Heller），76歲，美國小說家（《第22條軍規》），心臟病發作。[65]
- 拉迪斯拉夫·約薩（Ladislav Józsa），51歲，斯洛伐克足球運動員。
- Matty Kemp，92歲，美國電影演員。
- Luz Oliveros-Belardo，93歲，菲律賓藥物化學家。
- 伊格納西奧·基羅斯，68歲，阿根廷演員，死於癌症。
- Leo Smit，78歲，美國作曲家和鋼琴家，心力衰竭而死。[66]
- 約翰·W·R·泰勒，77歲，英國航空專家。[67]
- Claes Thelander，83歲，瑞典演員。

### 13日
- 彼得·亞當斯，61歲，紐西蘭裔澳大利亞演員，死於癌症。
- 吉爾·克雷吉，88歲，英國紀錄片導演、編劇和女權主義者，心力衰竭而死。[68]
- 斯坦·多蘭克，74歲，南斯拉夫共產主義政治家，死於腦中風。[69]
- 莫裡·格茨曼，92歲，美國電影攝影師。
- Tarmo Uusivirta，42歲，芬蘭職業拳擊手，自殺身亡。[70]
- Robert Wagenhoffer，39歲，美國花樣滑冰運動員，死於愛滋病併發症。
- 伊恩·瓦特，82歲，英國文學評論家和學者。[71]
- 瑪麗·惠特利夫人，75歲，英國貴婦。

### 14日
- 斯文·柏林，88歲，英國畫家、作家和雕塑家。[72]
- Sándor Holczreiter，53歲，匈牙利舉重運動員和奧運獎牌得主。[73]
- 道格拉斯·利，92歲，美國廣告主管。[74]
- 沃爾特·萊文斯基，70歲，美國大樂隊演奏家、作曲家、編曲家和樂隊領隊，死於腦癌。[75]
- J. W. Lockett，62歲，美式橄欖球運動員。[76]

### 15日
- 許烺光(中央研究院院士)，91歲，講師、教授、研究員、院士。[77]
- 喬治·艾比，86歲，瑞士足球運動員。
- Rune Andréasson，74歲，瑞典漫畫創作者，死於癌症。
- Francis L. K. Hsu，90歲，美籍華裔人類學家。
- 埃迪·卡紮克，79歲，美國棒球運動員。[78]
- 萊昂·馬丁內蒂，73歲，阿根廷籃球運動員。[79]

### 16日
- 亨利·赫爾斯托斯基，74歲，美國政治家。[80]
- Dorit Kreysler，90歲，奧地利電影女演員。[81]
- 露絲·韋爾廷，50歲，美國歌劇女高音。[82]
- 豪爾赫·圖埃羅，委內瑞拉電視演員和喜劇演員，在巴爾加斯悲劇中喪生。

### 17日
- 雷克斯·艾倫（Rex Allen），78歲，美國演員和創作歌手，交通事故。[83]
- 利奧·卡林（Leo P. Carlin），91歲，美國政治家。
- 肯·克勞森（Ken W. Clawson），63歲，美國記者，美國總統理查·尼克鬆（Richard Nixon）的發言人，心臟病發作。[84]
- 保羅·德扎（Paolo Dezza），98歲，義大利天主教會耶穌會樞機主教。[85]
- 弗朗索瓦·戴雷克（FrançoisDyrek），66歲，法國演員，心臟病發作。[86]
- 魯弗斯·路易斯（Rufus Lewis），80歲，美國棒球投手。[87]
- 尤爾根·莫澤（Jürgen Moser），71歲，德裔美國數學家。[88]
- 小格羅弗·華盛頓，56歲，美國爵士薩克斯手，心臟病發作而死。[89]
- C·范恩·伍德沃德，91歲，美國歷史學家和普利策獎獲得者。[90]

### 18日
- 索爾·貝克，59歲，冰島足球運動員。
- 羅伯特·布列松，98歲，法國電影導演。[91]
- 羅伯特·道格爾（Robert Dougall），86歲，英國廣播員和鳥類學家。[92]
- 喬·希格斯，59歲，牙買加雷鬼音樂家，死於癌症。[93]
- 鄧尼斯·W·夏馬，73歲，英國物理學家。[94]
- 約翰·索斯蓋特，73歲，英國聖公會牧師。
- Benito Stefanelli，71歲，義大利電影演員，特技演員和武器大師。
- Bertha Swirles，96歲，英國物理學家。[95]
- 洛根·賴特，66歲，美國兒科心理學家，心臟病發作而死。[96]

### 19日
- Bal Dani，66歲，印度板球運動員。[97]
- 布倫丹·漢森，77歲，澳大利亞政治家。
- Desmond Llewelyn，85歲，英國演員，交通事故。[98]
- Marion Worth，69歲，美國鄉村音樂歌手，死於肺氣腫併發症。[99]

### 20日
- 迪克·貝特爾，64歲，美國棒球運動員，死於流感。[100]
- 里卡爾多·弗雷達，90歲，義大利電影導演。[101]
- 馬里奧·卡雷尼奧·莫拉萊斯，86歲，古巴畫家。[102]
- 卡琳·尼尔松（Carin Nilsson），95歲，瑞典自由泳運動員和奧運獎牌得主。[103]
- Irving Rapper，101歲，美國電影導演。[104]
- 漢克·斯諾（Hank Snow），85歲，加拿大鄉村音樂家，心力衰竭。[105]
- 詹姆斯·溫賴特，61歲，美國演員。

### 21日
- 約翰·阿納特，82歲，英國演員。
- 比爾·愛德華茲，81歲，美國演員、牛仔競技表演者和藝術家。
- Michael P. Malone，59歲，美國歷史學家，死於心肌病，心臟病發作。[106]
- 伯納德·史密斯，92歲，美國文學編輯、電影製片人和文學評論家。[107]
- 弗蘭克·斯坦利，77歲，美國電影攝影師。
- 賈利勒·齊亞普爾，79歲，伊朗畫家和學者。

### 22日
- Per Aabel，97歲，挪威演員、藝術家、舞蹈家和編舞家。
- 漢斯·弗蘭肯塔爾，73歲，德國大屠殺倖存者。[108]
- 塔瑪拉·李斯，75歲，英國電影女演員。
- 奧拉·奧尼（Ola Oni），66歲，奈及利亞政治經濟學家，社會主義者和人權活動家。
- 路易士·波爾，84歲，美國畫家、插畫家、版畫家和漫畫家。
- 本尼·奎克（Benny Quick），55歲，德國流行音樂和施拉格歌手，自殺。[109]

### 23日
- 阿米斯菲爾德查特裡斯男爵馬丁·查特利斯，86歲，英國陸軍軍官，英國女王伊莉莎白二世的朝臣。
- 小約翰·帕頓·大衛斯，91歲，美國外交官和自由勳章獲得者。[110]
- Wallace Diestelmeyer，73歲，加拿大花樣滑冰運動員和奧運獎牌得主。[111]
- Timur Gaidar，73歲，蘇聯和俄羅斯海軍少將，作家和記者。
- 西爾維奧·加瓦，98歲，義大利政治家。
- 露易絲·漢密爾頓，56歲，美國女演員，自殺。
- 米羅斯拉夫·伊萬諾夫，70歲，捷克著名非虛構作家。[112]
- 弗拉基米爾·康德拉申，70歲，蘇聯和俄羅斯籃球運動員兼教練。[113]
- 马塞尔·兰多夫斯基，84歲，法國作曲家、傳記作家和藝術管理員。[114]
- 比利·麥葛籣，78歲，英格蘭足球運動員。[115]
- 艾瑞妮·懷特，90歲，英國政治家和記者。[116]

### 24日
- Kadathanat Madhavi Amma，90歲，印度馬拉雅拉姆語詩人，小說家和短篇小說作家。
- 湯瑪斯·貝克辛斯基（Tomasz Beksiński），41歲，波蘭電臺主持人，自殺。
- 彼得·博羅夫卡，67歲，德國政治家，聯邦議院議員。
- 比爾·鮑爾曼（Bill Bowerman），88歲，美國田徑教練，耐克公司聯合創始人。[117]
- 雷吉·卡特（Reggie Carter），42歲，美國籃球運動員。[118]
- 比利·達文波特（Billy Davenport），68歲，美國鼓手。[119]
- 莫裡斯·庫夫·德·莫爾維爾，92歲，法國政治家，法國第152任總理。[120]
- 若昂·菲格雷多，81歲，巴西第30任總統，心血管疾病。[121]
- Tito Guízar，91歲，美國歌手和演員，肺炎。[122]
- 江华，92歲，中國最高法院院長。
- 約瑟夫·麥加恩（Joseph McGahn），82歲，美國政治家。[123]
- 威廉·施耐德（William C. Schneider），76歲，美國航空航太工程師和美國宇航局任務主任。
- Grete Stern，95歲，德裔阿根廷攝影師。[124]

### 25日
- Arne Ileby，86歲，挪威足球運動員。
- 彼得·傑弗里，70歲，英國演員，死於前列腺癌。[125]
- 祖利·莫雷諾（Zully Moreno），79歲，阿根廷電影女演員，阿爾茨海默病。
- 邁克爾·巴米德勒·奧蒂科（Michael Bamidele Otiko），65歲，奈及利亞政治家和教育家。[126]
- 阿方索·拉斯特拉斯·拉米雷斯，75歲，墨西哥律師和政治家。[127]

### 26日
- 本尼·巴特利特（Benny Bartlett），75歲，美國兒童演員和音樂家。
- 維托爾德·貝列維奇，78歲，比利時數學家和電氣工程師。[128]
- Ola Skjåk Bræk，87歲，挪威銀行家和政治家。
- Prunella Clough，80歲，英國藝術家，死於癌症。[129]
- 弗雷德·德雷珀，74歲，美國演員[130]
- 大衛·鄧肯，86歲，美國編劇和小說家。[131]
- 莉亞·萊尼曼，55歲，美國歷史學家和烹飪作家。
- 柯提斯·梅菲爾德，57歲，美國創作歌手和唱片製作人，糖尿病併發症。[132]
- Shankar Dayal Sharma，81歲，印度第9任總統，心臟病發作而死。[133]

### 27日
- 萊斯利·布朗，87歲，英國聖公會主教。[134]
- 皮埃爾·克萊門蒂，57歲，法國演員，肝癌。[135]
- 倫納德·戈登森，94歲，美國電視和廣播主管。[136]
- 邁克爾·麥克道爾（Michael McDowell），49歲，美國小說家和編劇（《甲殼蟲汁》《耶誕節前的噩夢》《瘦身者》），愛滋病相關疾病。[137]
- 迪克·皮博迪（Dick Peabody），74歲，美國演員，前列腺癌。
- 霍斯特·馬泰·奎爾（Horst Matthai Quelle），87歲，德國哲學家。

### 28日
- 約瑟芬·巴恩斯，87歲，英國婦產科醫生。[138]
- 约阿希姆·伯默尔，59歲，東德賽艇運動員和奧運獎牌得主。[139]
- 佛朗哥·卡斯特拉諾，74歲，義大利編劇和電影導演。[140]
- 唐納德·科頓，71歲，英國廣播電視作家。[141]
- Louis Féraud，78歲，法國時裝設計師和藝術家，死於阿爾茨海默病。[142]
- 肯尼斯·哈德森，83歲，英國記者和廣播員。
- 拉裡·戴爾·李，41歲，美國金融和經濟記者，被刺傷。[143]
- 克萊頓·摩爾，85歲，美國演員（《獨行俠》），心臟病發作。[144]
- Mike Thresher，68歲，英格蘭足球運動員。

### 29日
- Robert Hoffstetter，91歲，法國分類學家和爬蟲學家。[145]
- 愛德華·霍蘭比（Edward Hollamby），78歲，英國建築師和城市規劃師，心臟病患者。[146]
- 費倫茨·拉巴爾，70歲，匈牙利政治家。[147]
- 萊昂·拉齊諾維奇（Leon Radzinowicz），93歲，波蘭裔英國犯罪學家。[148]
- 何塞·克勞迪奧·多斯雷斯（José Cláudio dos Reis），60歲，巴西體育管理員。
- 傑拉德·維林加（Gerard Veringa），75歲，荷蘭政治家。[149]
- 耶日·華爾道夫（Jerzy Waldorff），89歲，波蘭男爵，電視名人和作家。

### 30日
- 湯姆·阿赫恩，80歲，愛爾蘭足球運動員和投擲手。
- 克林特·奧爾布賴特，73歲，加拿大冰球運動員。[150]
- 亞瑟·巴塞特，85歲，威爾士橄欖球運動員。
- Kjølv Egeland，81歲，挪威政治家。[151]
- 费赫尔·翁瑙，78歲，匈牙利體操運動員，奧運會銀牌得主。[152]
- 莎拉·勞絲，119歲，美國超級百歲老人，世界上最年長的人。[153]
- 弗里茨·萊昂哈特，90歲，德國結構工程師。[154]
- 尼古拉斯·馬蘭傑洛，98歲，美國黑幫（博納諾犯罪家族）。
- 路易士·蜜雪兒，76歲，法國數學物理學家。[155]

### 31日
- 康拉多·巴爾韋格（Conrado Balweg），57歲，菲律賓羅馬天主教神父和共產主義革命者，被槍殺。
- 迪恩·埃利奧特（Dean Elliott），82歲，美國電視和電影作曲家，阿爾茨海默病。
- 斐迪南德·芬恩（Ferdinand Finne），89歲，挪威作家、畫家、劇院裝飾師和服裝設計師。
- 休斯男爵威廉·休斯，88歲，英國政治家。[156]
- 阿布·哈桑·阿裡·哈薩尼·納德維（Abul Hasan Ali Hasani Nadwi），85歲，印度伊斯蘭學者和作家。[157]
- 索洛米亞·帕夫利奇科，41歲，烏克蘭文學評論家、哲學家和女權主義者，一氧化碳中毒。
- 艾略特·理查德森，79歲，美國政治家和外交官，腦溢血而死。[158]
- 渡边滨子，89歲，日本歌手，死於腦梗塞。[159]